# 平野町 (大阪市)
平野町（ひらのまち）は、大阪府大阪市中央区の町名。現行行政地名は平野町一丁目から平野町四丁目。

## 地理
船場のうち北から6番目の町で、北は道修町、南は淡路町、東は東横堀川平野橋を挟んで東高麗橋・内平野町、西は西横堀川跡の阪神高速1号環状線北行きを挟んで西区京町堀とそれぞれ接する。

### 河川
- 東横堀川

## 歴史
1872年（明治5年）まで、現在の3丁目と4丁目のうち心斎橋筋 - 御堂筋間は善左衛門町、御堂筋以西は亀井町、西横堀川沿いは七郎右衛門町2丁目という町名だった。
1962年（昭和37年）に埋め立てられた西横堀川には京町橋が架橋されていた。

### 地名の由来
豊臣秀吉によって、商人や職人が平野郷から移住させられたことが由来とする説がある。
元々は西方に隣接する淡路町の御霊神社の祭神が百済氏の出身である早良親王といわれており、京都の平野神社が百済氏を祀っていることから平野町と名付けられたという説もある。

## 世帯数と人口
2019年（平成31年）3月31日現在の世帯数と人口は以下の通りである。
| 丁目         | 世帯数  | 人口  |
| ------------ | ------- | ----- |
| 平野町一丁目 | 330世帯 | 423人 |
| 平野町二丁目 | 131世帯 | 151人 |
| 平野町三丁目 | 56世帯  | 78人  |
| 平野町四丁目 | 106世帯 | 117人 |
| 計           | 623世帯 | 769人 |

### 人口の変遷
国勢調査による人口の推移。
| 1995年（平成7年）  | 250人 | [ 6 ]  |  |
| 2000年（平成12年） | 204人 | [ 7 ]  |  |
| 2005年（平成17年） | 192人 | [ 8 ]  |  |
| 2010年（平成22年） | 376人 | [ 9 ]  |  |
| 2015年（平成27年） | 577人 | [ 10 ] |  |

### 世帯数の変遷
国勢調査による世帯数の推移。
| 1995年（平成7年）  | 113世帯 | [ 6 ]  |  |
| 2000年（平成12年） | 97世帯  | [ 7 ]  |  |
| 2005年（平成17年） | 112世帯 | [ 8 ]  |  |
| 2010年（平成22年） | 288世帯 | [ 9 ]  |  |
| 2015年（平成27年） | 463世帯 | [ 10 ] |  |

## 事業所
2016年（平成28年）現在の経済センサス調査による事業所数と従業員数は以下の通りである。
| 丁目         | 事業所数  | 従業員数 |
| ------------ | --------- | -------- |
| 平野町一丁目 | 255事業所 | 2,916人  |
| 平野町二丁目 | 281事業所 | 4,083人  |
| 平野町三丁目 | 309事業所 | 2,912人  |
| 平野町四丁目 | 132事業所 | 2,936人  |
| 計           | 977事業所 | 12,847人 |

## 施設

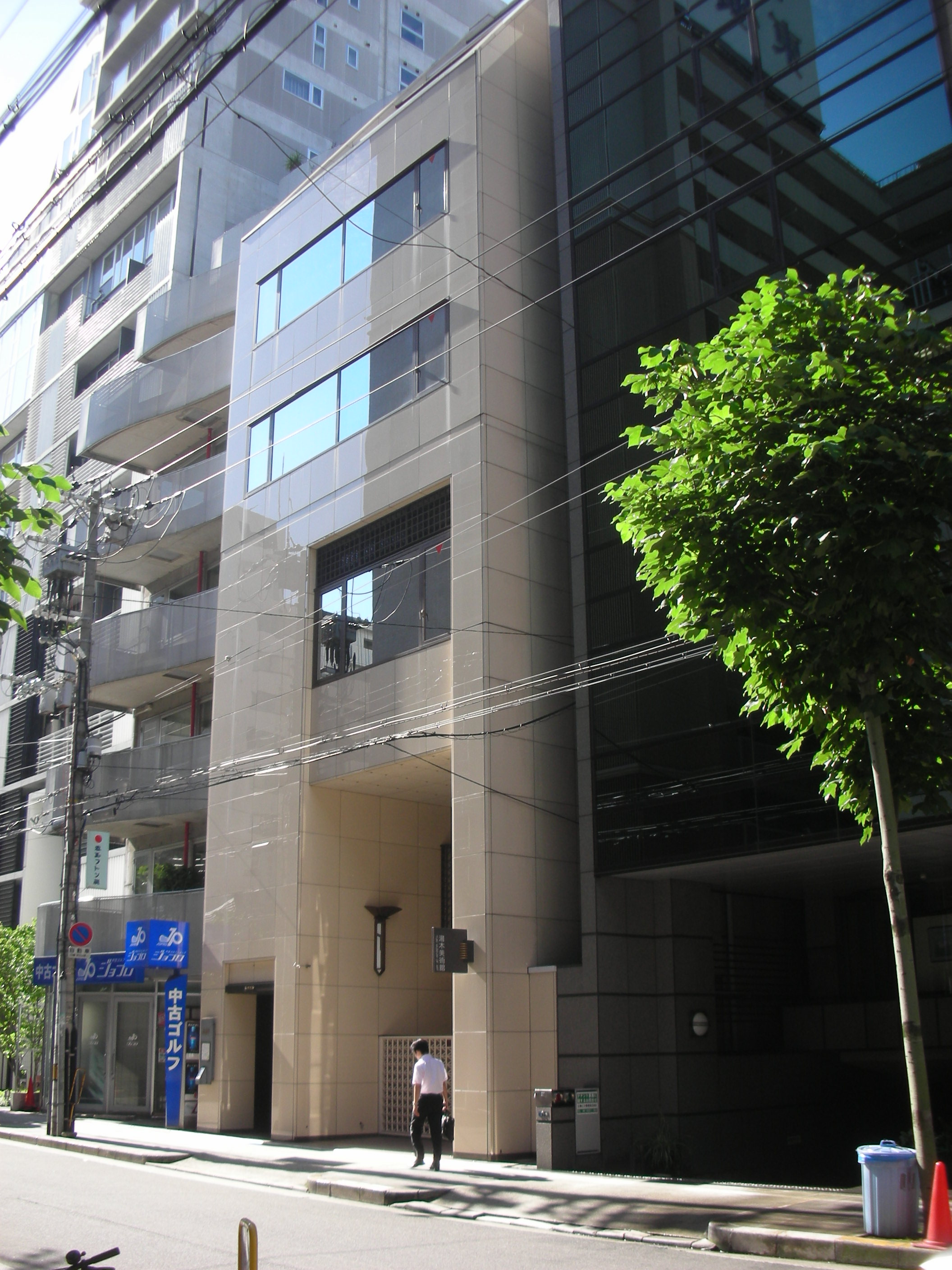
湯木美術館

- 生駒ビルヂング - 国の登録有形文化財。
- 湯木美術館
- 大坂三郷北組惣会所跡

### 企業
- 荒川化学工業株式会社 本社
- オール薬品工業株式会社 本社
- 日本臓器製薬株式会社 本社
- 中外炉工業株式会社
- 大八化学工業株式会社
- 株式会社メディカルレビュー社
- 株式会社オービック大阪本社（オービック御堂筋ビル）

### かつて存在した企業
- 千寿製薬株式会社 本社・関西支店・大阪オフィス
- 大和平野町ビル → 武田平野町ビル
- 吉富製薬株式会社 本社（かつては武田薬品工業系列に所属していた）
- ウェルファイド株式会社 本社（かつては武田薬品工業系列に所属していた）
- 田辺製薬株式会社 大阪支店・田辺平野町ビル・ヘルスケア事業部 西日本営業部・田辺平野町ビル1号別館
- マルゴ不動産株式会社 本社
- 三菱ウェルファーマ株式会社 本社ビル本館
- 株式会社ベネシス 本社（かつては田辺三菱製薬系列に所属していた）
- MPテクノファーマ株式会社 本社（かつては田辺三菱製薬系列に所属していた）
- 田辺三菱製薬株式会社 平野町1号ビル・平野町2号ビル・平野町3号ビル・平野町4号ビル・大阪支店・ヘルスケア事業部 西日本営業部
- 田辺製薬商事株式会社 本社
- 田辺製薬販売株式会社 本社（かつては田辺三菱製薬系列に所属していた）
- 田辺三菱製薬工場株式会社 本社（かつては田辺三菱製薬系列に所属していた）
- 田辺総合サービス株式会社 本社（かつては田辺三菱製薬系列に所属していた）

## 交通

### 鉄道
- 最寄り駅はOsaka Metroの淀屋橋駅および北浜駅。

### 道路

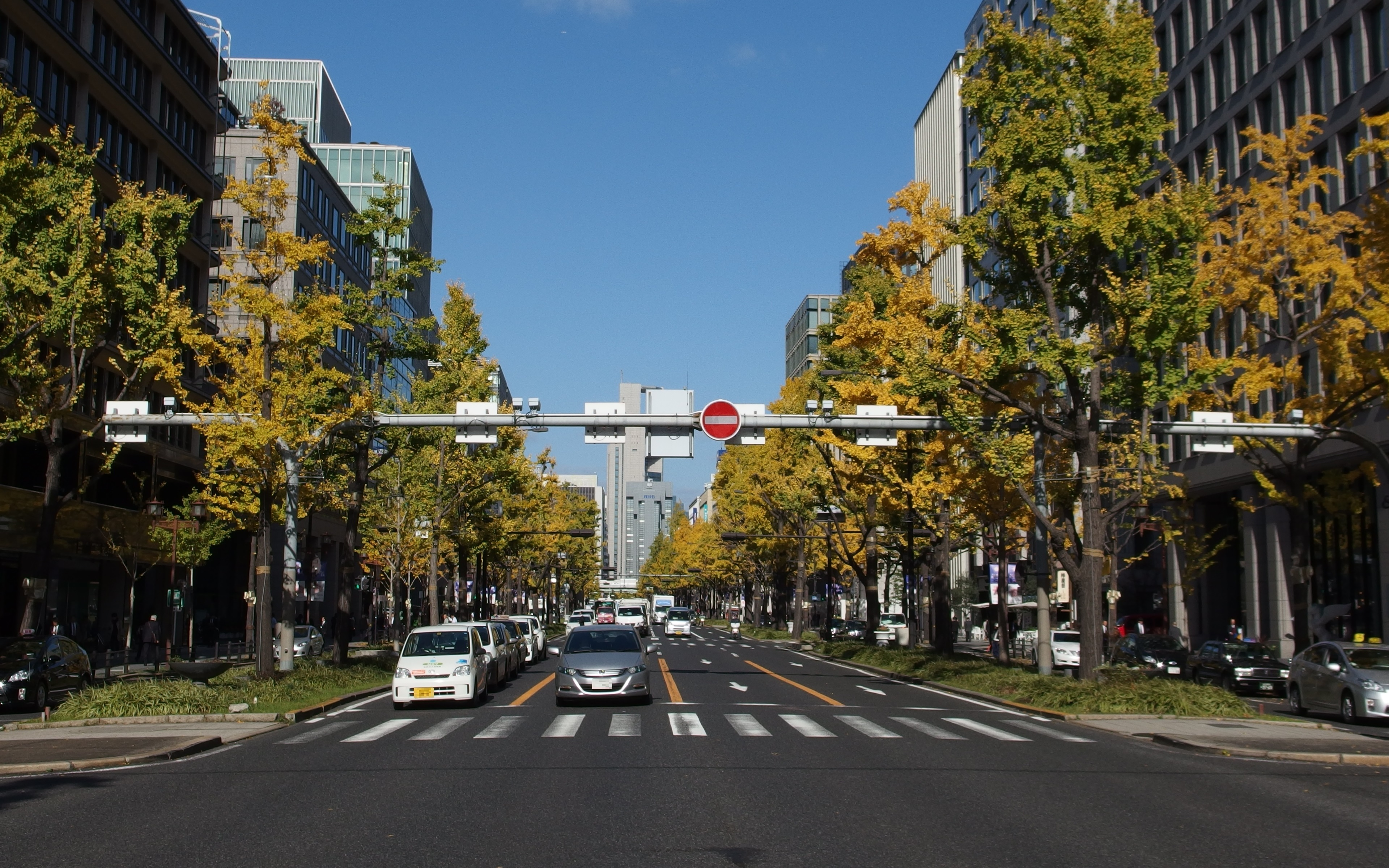
御堂筋平野町三交差点

高速
- 阪神高速1号環状線

国道
- 国道25号（御堂筋）

主要地方道
- 大阪府道102号恵美須南森町線（堺筋）

## 出身者
- 森山松之助 - 建築家

## その他

### 日本郵便
- 〒541-0046[3]（集配局：大阪東郵便局[12]）